# Platyrrhinus vittatus
Platyrrhinus vittatus är en fladdermusart som först beskrevs av Peters 1860.  Platyrrhinus vittatus ingår i släktet Platyrrhinus och familjen bladnäsor. Inga underarter finns listade i Catalogue of Life.

## Utseende
Denna fladdermus blir 87 till 103 mm lång, saknar svans och väger 49 till 60 g. Underarmarna är 58 till 62 mm långa, bakfötternas längd är 15 till 20 mm och öronen är 20 till 27 mm stora. En vit längsgående strimma på ryggens mitt är omsluten av chokladbrun päls. Undersidan är täckt av gråbrun päls. I ansiktet finns två ljusbruna strimmor på varje sida och den nedre är otydlig eller den saknas helt. Svansflyghuden liknar i formen ett V. Den har en kam av hår vid kanten. Arten är större än andra släktmedlemmar. Vampyrodes caraccioli har som avvikelse vita ansiktsstrimmor och är allmänt ljusare.

## Utbredning och ekologi
Arten förekommer från Costa Rica till norra Colombia och norra Venezuela. Den lever främst i skogar i kulliga regioner och äter huvudsakligen frukter. Ofta föds ungarna i början av regntiden.
Utbredningsområdet ligger 600 till 2000 meter över havet. Individerna vilar i grottor, i tunnlar och vid strandlinjen även mellan rötter och i bergssprickor. Födan utgörs av fikon och av frukter från andra växter som släktena Acnistus och Cecropia.

## Hot
För beståndet är inga hot kända. Hela populationen anses vara stor. IUCN kategoriserar arten globalt som livskraftig.